# Mount Rymill
Mount Rymill är ett berg i Antarktis. Det ligger i Östantarktis. Australien gör anspråk på området. Toppen på Mount Rymill är 602 meter över havet.
Terrängen runt Mount Rymill är huvudsakligen platt, men västerut är den kuperad. Trakten är obefolkad. Det finns inga samhällen i närheten.